# فور يور إنترتاتمينت

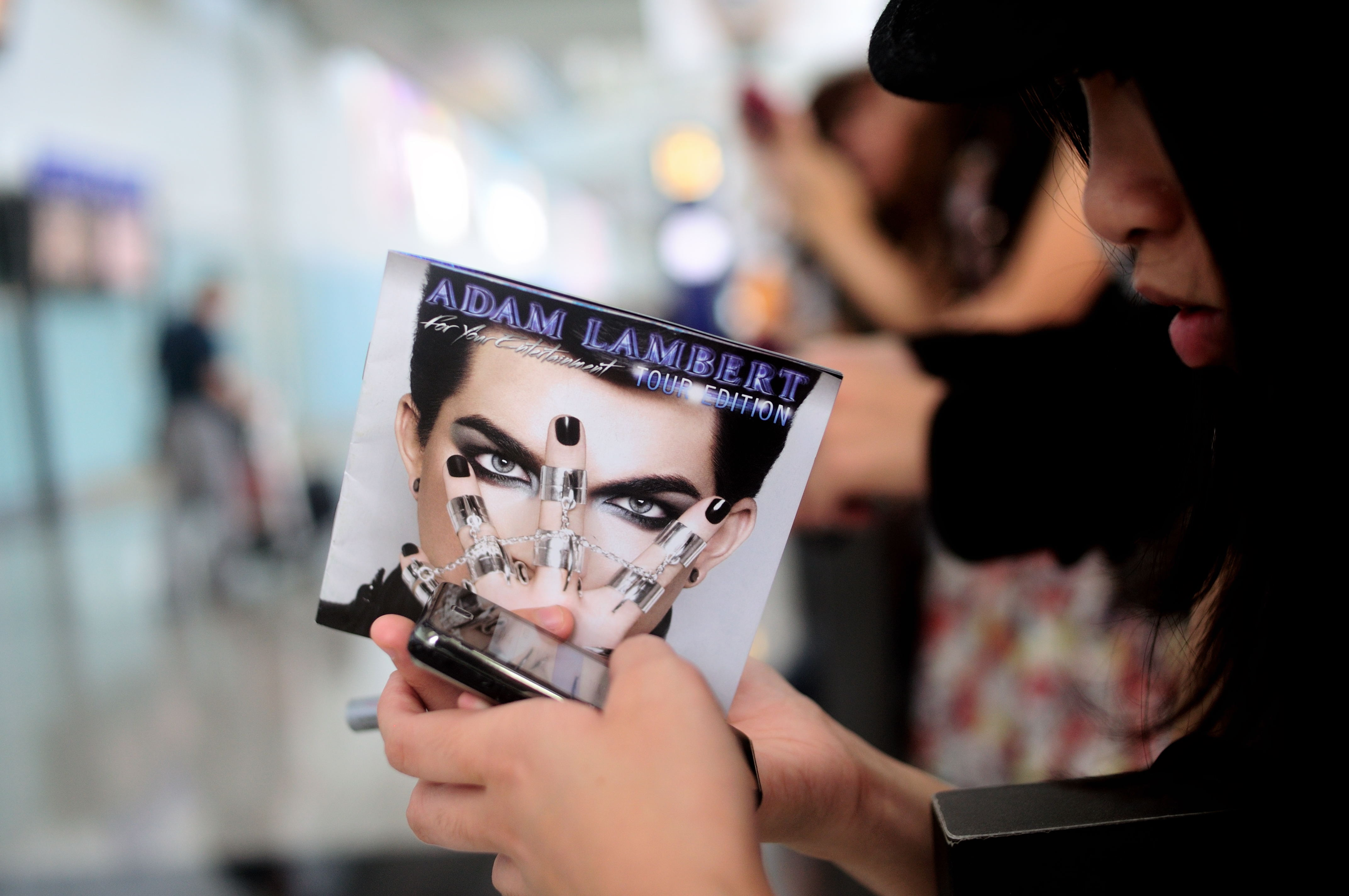

فور يور إنترتينمت (English: For Your Entertainment) هو أول ألبوم للمغني الأمريكي آدم لامبرت، الذي تسابق في برنامج أميريكان آيدول في موسمه الثامن وحصل على المرتبة الثانية عام 2009م. تم إصدار هذا الألبوم في 23 من كانون الأول 2009م، وتم إطلاق ثلاث أغانٍ منه كأغانٍ منفردة عالمياً وهي: «فور يور إنترتينمت»، و«واتَيا وونت فروم مي»، و «إف آي هاد يو»

## روابط خارجية
- فور يور إنترتاتمينت على موقع ميتاكريتيك (الإنجليزية)
- فور يور إنترتاتمينت على موقع أول موفي (الإنجليزية)